# Сапожников, Абрам Самуилович
Абрам Самуилович Сапожников (1923—1998) — участник Великой Отечественной войны, командир батареи 682-го гаубичного артиллерийского полка (235-я стрелковая дивизия, 43-я армия, 3-й Белорусский фронт), Герой Советского Союза, полковник.

## Биография
Родился в семье служащего. Член КПСС с 1942 года. Окончил 10 классов. В РККА с 1941 года. В том же году окончил Томское артиллерийское училище.
В действующей армии с 1942 года. Отличился 20 января 1945 года в районе посёлка Гросс-Фридрихсдорф (ныне Славского района Калининградской области). Когда батарея, преследуя отступающего противника, наткнулась на его засаду, организовал круговую оборону и огнём уничтожил большую группу вражеских солдат и несколько огневых точек. В феврале 1945 года в боях на Земландском полуострове батарея отразила 5 вражеских контратак, подбила 2 танка, уничтожила 4 орудия, чем обеспечила стрелковым подразделениям выход к побережью Балтийского моря.
6 апреля 1945 года участвовал в штурме Кёнигсберга. Звание Героя Советского Союза присвоено 19 апреля 1945 года.
С 1946 года — в запасе. В 1950 году окончил Свердловский юридический институт, служил в органах МВД. С 1980 года, в звании полковника — в запасе. Жил в Краснодаре.

## Награды
За героизм и мужество, проявленные в боях в Восточной Пруссии, Указом Президиума Верховного Совета СССР от 19 апреля 1945 года капитану Сапожникову Абраму Самуиловичу присвоено звание Героя Советского Союза с вручением ордена Ленина и медали «Золотая Звезда» (№ 7688).
Награждён орденами Красного Знамени (17.04.1945), Отечественной войны 1-й (11.03.1985) и 2-й (13.01.1944) степеней, Трудового Красного Знамени, Красной Звезды (28.07.1943), «Знак Почёта», медалью «За отвагу» (27.09.1942), другими медалями.